# Aussagedelikt
Bei den Aussagedelikten handelt es sich um Delikte, die das falsche Aussagen vor Gericht unter Strafe stellen. Entsprechende Regelungen gibt es in zahlreichen Rechtsordnungen.
Im deutschen Strafrecht handelt es sich um Straftatbestände, die eine Verletzung der Pflicht einer Partei, eines Zeugen oder Sachverständigen zur wahrheitsgemäßen Aussage bzw. unparteiischen und gewissenhaften Gutachtenerstattung beinhalten. Systematisch sind sie den Straftaten gegen die Rechtspflege zuzuordnen. Die Delikte sind im 9. Abschnitt - Falsche uneidliche Aussage und Meineid (§ 153 bis § 162) des Strafgesetzbuchs enthalten.

## Entstehungsgeschichte und Schutzzweck
Die gegenwärtige Fassung der Aussagedelikte beruht auf den Aussagedelikten des Reichsstrafgesetzbuchs, dem Vorläufer des Strafgesetzbuchs der Bundesrepublik Deutschland. Die Normen des Reichsgerichts sind wiederum auf die Aussagedelikte des preußischen Strafgesetzbuchs von 1851 zurückzuführen. Die Struktur der Aussagedelikte hat sich in diesem Zeitraum lediglich geringfügig verändert.
Die Aussagedelikte dienen dem Schutz der Rechtspflege vor falschen Aussagen.

## Falsche uneidliche Aussage, § 153 StGB
Den Grundtatbestand der Aussagedelikte stellt die falsche uneidliche Aussage (§ 153 StGB) dar. Dieser wurde zuletzt am 4. November 2008 geändert.

### Objektiver Tatbestand
Täter einer falschen uneidlichen Aussage können Zeugen und Sachverständige sein. Opfer der Tat sind Stellen, die zur eidlichen Vernehmung zuständig sind. Dies sind insbesondere Gerichte. Weitere mögliche Opfer sind Notare, Patentämter und parlamentarische Untersuchungsausschüsse.
Tathandlung des § 153 StGB ist das Verstoßen gegen die prozessuale Wahrheitspflicht durch das Tätigen einer falschen Aussage. Eine Aussage ist eine mündliche Bekundung. Der Wahrheitspflicht unterliegen Aussagen, die Gegenstand einer Vernehmung sind. Eine Vernehmung ist eine Befragung, die von einem Amtswalter eines Strafverfolgungsorgans in amtlicher Funktion mit dem Ziel der Gewinnung einer Aussage durchgeführt wird. Hiervon umfasst sind beispielsweise Angaben zum Sachverhalt und zur Person des Vernommenen.
Strittig ist, unter welchen Voraussetzungen eine Aussage als unwahr gilt. Nach vorherrschender Auffassung ist maßgeblich, ob die Aussage objektiv der Wirklichkeit widerspricht. Nach einer Gegenauffassung ist demgegenüber maßgeblich, ob der Aussagende seine Äußerung für falsch hält. Diese Auffassung stützt sich darauf, dass sich der Aussagende nur auf sein Vorstellungsbild beziehen kann. Sofern der Aussagende etwas objektiv Falsches sagt, obwohl er sich darum bemüht, richtig auszusagen, könne dies kein strafrechtliches Unrecht darstellen. Eine dritte Auffassung nimmt eine falsche Aussage an, wenn die Aussage nicht dem entspricht, was der Aussagende bei pflichtgemäßer Anspannung seines Gewissens hätte erkennen können. Einer Strafbarkeit steht grundsätzlich nicht entgegen, dass die Aussage unter Verletzung strafprozessualer Vorschriften zustande gekommen ist.

### Subjektiver Tatbestand
Der Täter muss mit Vorsatz hinsichtlich des objektiven Tatbestands handeln. Dies trifft zu, wenn der Täter alle Merkmale des objektiven Merkmale erkennt und die Verwirklichung des Tatbestands billigend in Kauf nimmt. Der Täter muss also seine Aussage zumindest billigend in Kauf nehmen, dass seine Aussage der Wahrheit nicht entspricht und von einer zuständigen Stelle zur Kenntnis genommen wird.

### Prozessuales und Strafzumessung
Um die besondere Situation, in der sich ein zur Wahrheit verpflichteter, aber aus verständlichen Gründen ängstlicher Zeuge befindet, zu berücksichtigen, enthält § 157 StGB eine Strafzumessungsbestimmung, die es dem Gericht gestattet, die Strafe zu mildern oder von Strafe abzusehen, wenn der Täter gehandelt hat, um eine Gefahr von sich oder einem Angehörigen (§ 11 Abs. 1 Nr. 1 StGB) abzuwenden.

## Meineid, §§ 154–155 StGB
Der Meineid stellt eine Qualifikation der falschen uneidlichen Aussage dar. Sein Wortlaut wurde zuletzt am 1. Januar 1975 geändert.

### Tatbestand
Den Tatbestand des Meineids verwirklicht, wer falsch aussagt, nachdem er unter Eid genommen wurde. Anders als bei § 153 StGB beschränkt sich der Anwendungsbereich der Norm nicht auf Zeugen und Sachverständige, sondern erfasst grundsätzlich jede Person. Ausgenommen sind der Beschuldigte eines Strafverfahrens sowie Personen, die gemäß § 60 Nummer 1 Alternative 2 der Strafprozessordnung (StPO) wegen mangelnder Verstandesreife, psychischer Krankheit oder Behinderung nicht fähig sind, einen Eid zu leisten. Die Fähigkeit, einen Eid zu leisten, spricht § 60 Nummer 1 StPO ebenfalls Minderjährigen ab. Dennoch ist in der Rechtswissenschaft umstritten, ob sich diese nach § 154 StGB strafbar machen können. Die Rechtsprechung bejaht dies, sofern der Minderjährige erkennen kann, dass er Täter durch das Missachten eines Eids besonderes Unrecht verübt. Die Gegenauffassung lehnt dies ab, da das generelle Vereidigungsverbot des § 60 StPO zum Ausdruck bringt, dass es Minderjährige generell nicht für fähig hält, die besondere Tragweite des Eids zu erkennen.
Die Tat wird begangen, indem eine Person unter Eid falsch aussagt oder auf eine falsche Aussage einen Eid leistet. Bei der Vereidigung müssen die wesentlichen Förmlichkeiten gewahrt sein. Gemäß § 155 StGB stehen dem Eid im Sinne von § 154 StGB die den Eid ersetzende Bekräftigung oder die Berufung auf einen früheren Eid oder eine frühere, den Eid ersetzende Bekräftigung gleich.
Beim Meineid handelt es sich aufgrund seiner Mindeststrafandrohung von einem Jahr gemäß § 12 Absatz 1 StGB um ein Verbrechen. Daher sind gemäß § 23 Absatz 1 StGB der Versuch sowie nach § 30 StGB bestimmte vorbereitende Handlungen strafbar.
Der subjektive Tatbestand des § 154 StGB setzt voraus, dass der Täter mit Vorsatz hinsichtlich des objektiven Tatbestands handelt.

### Konkurrenzen
Eine Tat nach § 154 StGB verdrängt als speziellere Regelung eine Tat nach § 153 StGB.

## Falsche eidesstattliche Versicherung, § 156 StGB
Die Regelung des § 156 StGB stellt einen selbstständigen Tatbestand neben § 153 StGB dar. § 156 StGB wurde zuletzt am 1. Januar 1975 geändert. § 156 StGB erfasst das Abgeben einer falschen eidesstattlichen Versicherung. Hierbei handelt es sich ähnlich wie beim Meineid um eine Bekräftigung einer Aussage, die jedoch kein vergleichbares Gewicht besitzt.

## Verleitung zur Falschaussage, § 160 StGB
Den Tatbestand des § 160 StGB erfüllt, wer einen anderen dazu verleitet, eine falsche Aussage zu tätigen. Die Verleitung zur Falschaussage ist ein Fall einer vertypten mittelbaren Täterschaft (§ 25 Absatz 1 Alternative 2 StGB). Mittelbarer Täter ist, wer eine Tat durch einen gutgläubigen Dritten begeht, etwa indem er einen anderen dahingehend einwirkt, dass er eine unwahre Aussage vornimmt, im Glauben, sie entspreche der Wahrheit. Eine solche Beteiligung kann für die Aussagedelikte nicht über die allgemeine Regelung des § 25 Absatz 1 Alternative 2 StGB konstruiert werden, da es sich um Delikte handelt, die ausschließlich eigenhändig begangen werden können. Diesen Umstand bewertete der Gesetzgeber in Bezug auf die Aussagedelikte als Strafbarkeitslücke, sodass er § 160 StGB schuf.
Aufgrund der Entstehungsgeschichte des § 160 StGB nehmen einige Rechtswissenschaftler an, dass der Aussagende in Bezug auf die Wahrheit seiner Aussage gutgläubig sein muss. Nach vorherrschender Auffassung ist dies hingegen nicht erforderlich.

## Fahrlässiger Falscheid; fahrlässige falsche Versicherung an Eides Statt, § 161 StGB
§ 161 StGB bestraft die fahrlässige Begehung eine der in den §§ 154 bis 156 StGB bezeichneten Handlungen (fahrlässig begangener Meineid, fahrlässige falsche eidesgleiche Bekräftigung und fahrlässige falsche Versicherung an Eides statt). Straflosigkeit tritt ein, wenn der Täter die falsche Angabe rechtzeitig berichtigt.

## Aussagenotstand, § 157 StGB
Zugunsten von Zeugen und Sachverständigen kann das Gericht die Strafe mildern oder auch ganz von Strafe absehen, wenn der Täter die Unwahrheit gesagt hat, um von sich selbst oder einem Angehörigen die Gefahr der Strafverfolgung abzuwenden oder ein noch nicht Eidesmündiger uneidlich falsch ausgesagt hat. § 157 StGB kommt als persönlicher Strafmilderungsgrund im Rahmen der Strafzumessung in Betracht, soweit das Verhalten des Täters nicht schon als Entschuldigungs- oder Rechtfertigungsgrund nach § 34, § 35 StGB einschlägig ist.

## Berichtigung falscher Angaben, § 158 StGB
Strafmilderung oder Absehen von Strafe tritt ein, wenn der Täter die falsche Angabe rechtzeitig berichtigt (§ 158 Abs. 1 StGB). Bei der Strafmilderung kann das Gericht nach seinem Ermessen bis zum gesetzlichen Mindestmaß der angedrohten Strafe herabgehen oder statt auf Freiheitsstrafe auf Geldstrafe erkennen (§ 49 Abs. 2 StGB). Das gilt bei vorsätzlichem Meineid, falscher Versicherung an Eides Statt oder falscher uneidlicher Aussage sowie bei fahrlässigem Falscheid und fahrlässiger falscher Versicherung an Eides Statt (§ 161 Abs. 2 Satz 2 StGB).
Während bis zur Vollendung der Tat ein Rücktritt nach § 24 StGB nach den allgemeinen Grundsätzen über den Rücktritt vom Versuch möglich ist, ermöglicht § 158 StGB dem Täter im Interesse der Wahrheitsfindung den Rücktritt noch nach vollendeter Tat. § 158 StGB ist damit ein Spezialfall der tätigen Reue.